# Вулыдзь
Вулыдзь (устар. Вулыдз, Вылыдзья, Вылич) — река в России, течёт по территории Удорского района Республики Коми и Верхнетоемского района Архангельской области. Устье реки находится в 53 км по правому берегу реки Ёртом на высоте 91 м над уровнем моря. Длина реки составляет 53 км.

## Притоки
(км от устья)
- 14 км: ручей Мыча-Аль
- 16 км: ручей Себрыч-Ёль
- 26 км: ручей Кывор-Ёль

## Данные водного реестра
По данным государственного водного реестра России относится к Двинско-Печорскому бассейновому округу, водохозяйственный участок реки — Мезень от истока до водомерного поста у деревни Малонисогорская. Речной бассейн реки — Мезень.
Код объекта в государственном водном реестре — 03030000112103000046996.